# Génocide bosniaque
L'expression génocide bosniaque fait référence stricto sensu au massacre de Srebrenica perpétré en juillet 1995 par les forces serbes. Dans un sens plus large, l'expression inclut le nettoyage ethnique réalisé de 1992 à 1995 dans les zones contrôlées par l'Armée de la république serbe de Bosnie (VRS) lors de la guerre de Bosnie-Herzégovine,.
On estime par ailleurs le nombre de morts en juillet 1995 à environ 33 000 personnes dont 8 373 lors du massacre de Srebrenica. Pendant cette période, on dénombre aussi l'expulsion de 25 000 à 30 000 civils par des unités de la VRS dirigées par le général Ratko Mladić,.
Quant à lui, le nettoyage ethnique s'est effectué dans des zones contrôlées par des Serbes de Bosnie majoritairement orthodoxes envers des Bosniaques majoritairement musulmans et des Croates de Bosnie majoritairement catholiques. La campagne de nettoyage ethnique a été caractérisée par des emprisonnements arbitraires, des meurtres, viols, torture, vols, ciblage de leaders de toutes sortes (politiques, intellectuels, professionnels), déportation, destructions systématiques d'habitations dans les cas ou celles-ci étaient majoritairement peuplées de Bosniaques (ex.: tous les villages alentour de la ville de Prijedor, Sanski Most, Kljuc, Bijeljina, Gacko...etc.) et/ou Croates (concerne quasiment tous les villages de la région de Posavina et Semberija comme de la Krajina), de commerces, de lieux de travail, et la destruction des lieux de culte.
Différentes instances et juridictions se sont prononcées sur la question de la qualification des faits commis.

## Instances non juridictionnelles

### Assemblée générale des Nations unies
Le 18 décembre 1992, le préambule de la résolution 47/121 de l'Assemblée générale des Nations relative à la situation en Bosnie-Herzégovine assimile le nettoyage ethnique à une forme de génocide.

### Congrès des Etats-Unis
En 2005, le Congrès des États-Unis adopte une résolution déclarant que « les politiques serbes d'agression et de nettoyage ethnique remplissent les critères définissant le génocide ».

## Juridictions internationales

### TPIY

#### Srebrenica

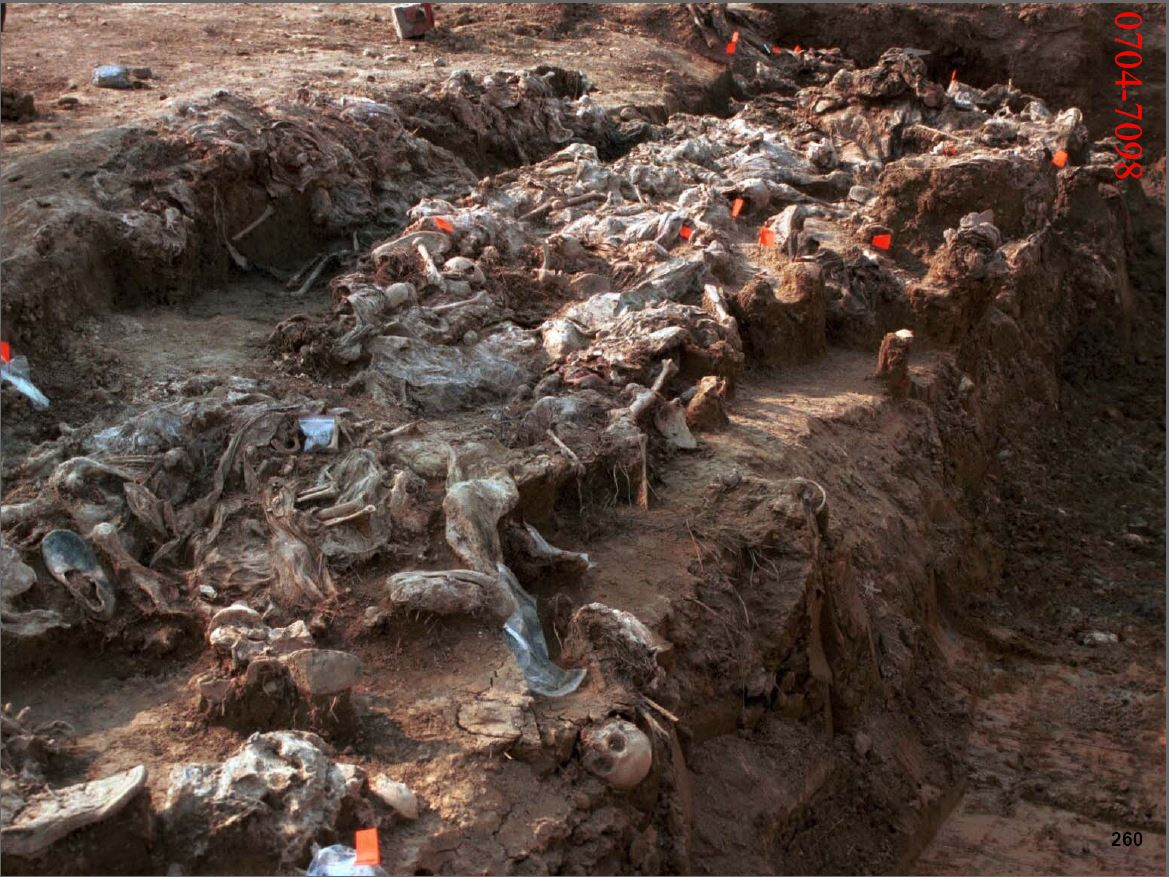
Exhumation des victimes du massacre de Srebrenica

En 2001, le Tribunal pénal international pour l'ex-Yougoslavie prononce sa première condamnation pour génocide s'agissant de faits intervenus à Srebrenica. La décision est confirmée en appel dans ses grandes lignes (l'accusé n'a pas participé directement mais a aidé et encouragé à commettre les actes). Selon le président Theodor Meron : 
« En cherchant à éliminer une partie des Musulmans de Bosnie, les forces serbes de Bosnie ont commis un génocide. Elles ont œuvré à l’extinction des 40 000 Musulmans de Bosnie qui vivaient à Srebrenica, un groupe qui était représentatif des Musulmans de Bosnie dans leur ensemble. Elles ont dépouillé tous les hommes musulmans faits prisonniers, les soldats, les civils, les vieillards et les enfants de leurs effets personnels et de leurs papiers d’identité, et les ont tués de manière délibérée et méthodique du seul fait de leur identité. Les forces serbes de Bosnie savaient, quand elles se sont lancées dans cette entreprise génocidaire, que le mal qu’elles causaient marquerait à jamais l’ensemble des Musulmans de Bosnie ».
En 2019, Radovan Karadžić, premier président de la Republika Srpska, est notamment reconnu coupable de génocide à Srebrenica et condamné à la réclusion à perpétuité.

#### Žepa
En première instance, dans l'affaire Zdravko Tolimlir, le TPIY a considéré que des actes de génocide avaient également commis dans l'enclave de Žepa. En appel, si la réclusion à perpétuité a été confirmée, les charges de génocide n'ont été retenues que pour Srebrenica,.

### Cour internationale de justice
En 2007, dans l'affaire dite du « génocide en Bosnie », la Cour internationale de justice conclut que les faits démontrent la commission d'un génocide à Srebrenica. Les actes ne peuvent être imputés à l'ancienne République fédérale de Yougoslavie puisqu'ils n'ont été commis ni par un organe de jure ou de facto, ni via des « instructions, directives » ou « sous le contrôle » dudit État. Il est cependant reconnu que la Serbie a manqué à son obligation de prévenir et de réprimer le génocide au regard de la Convention de 1948 : d'une part, rien n'a été fait pour empêcher la commission, d'autre part, il y a eu un défaut de coopération avec le TPIY,̪,.

Le 25 mars 2016, la porte-parole du TPIY, Florence Hartmann, a été arrêtée et condamnée à sept jours de prison par la justice internationale pour avoir divulgué des informations confidentielles dans son livre Paix et châtiment. Elle estime que deux décisions confidentielles du TPIY issues du procès de Slobodan Milošević auraient permis de prouver l'implication de l'État serbe dans le génocide de Srebrenica.
En tant que porte-parole du TPIY, Hartmann a dénoncé un accord entre le tribunal et la Serbie qui violait les normes internationales en empêchant l'utilisation des archives du Conseil suprême de défense de Serbie, lesquelles auraient pu corroborer cette implication. 
Lors du procès de Milošević, le TPIY détenait ces documents, mais a choisi de les garder secrets et ne les a pas transmis à la CIJ. Par conséquent, la Cour internationale de Justice, qui jugeait le procès pour génocide déposé par la Bosnie contre la Serbie, ne disposait pas des preuves nécessaires et ne les a pas non plus exigées de la Serbie,,.
« Faute d'avoir accès à ces documents, les juges de la CIJ ont déclaré en 2007 la Serbie non-coupable de « génocide » à Srebrenica. ». 
Spécialiste en droit international et premier président du TPIY, Antonio Cassese qualifie le jugement de la Cour internationale de justice (CIJ) concernant l’implication de la Serbie dans le génocide de Srebrenica de « massacre judiciaire. ».

### Autres sources
- Jean-Franklin Narodetzki, Nuits serbes et brouillards occidentaux : Introduction à la complicité du génocide, L'Esprit Frappeur, 1999,  (ISBN 2844050921)
- Silvie Matton, Srebrenica un génocide annoncé, Flammarion, 2005,  (ISBN 2-08-068790-5)
- (en) Genocide in Bosnia-Herzegovina: Hearing before the Commission on Security and Cooperation in Europe, United States, 1995,  (ISBN 9780160474446)
- (en) Paul R. Bartrop, Bosnian Genocide: The Essential Reference Guide, Greenwood Press, 2016,  (ISBN 9781440838682)
- (en) Allen Beverly, Rape Warfare: The Hidden Genocide in Bosnia-Herzegovina and Croatia, Ithaca:University of Minnesota Press, 1996,  (ISBN 978-0816628186)
- (en) Edina Becirevic, Genocide on the Drina River, New Haven and London: Yale University Press, 2014,  (ISBN 978-0-300-19258-2)
- (en) Michael Anthony Sells, The Bridge Betrayed: Religion and Genocide in Bosnia, Barkeley: University of California Press,1998,  (ISBN 978-0-520-92209-9)
- (en) Jackie Ching, Genocide and the Bosnian War, Rosen Publishing Group, 2008,  (ISBN 9781404218260)
- (en) Robert. J Donia, Radovan Karadžić : Architect of the Bosnian Genocide, Cambridge University Press, 2014 ,  (ISBN 1107073359).
- (en) Norman Cigar, Genocide in Bosnia: The Policy of "Ethnic Cleansing", 1995, Texas A & M University Press, 1995,  (ISBN 0890966389).
- (en) Thomas Cushman and Stjepan Mestrovic, This Time We Knew: Western Reponses to Genocide in Bosnia, New York University Press, 1996,  (ISBN 978-0814715352).
- (fr) Taina Tervonen, Les fossoyeuses, Paris, Marchialy, 2021, 300 p. (ISBN 9782381340142)[30]